# Аббон II

Церковь Франкского государства при Меровингах

Аббон II (нем. Abbo II.; умер 15 апреля 707) — епископ Меца (697—707), местночтимый святой (день памяти — 15 апреля).

## Биография
О происхождении и ранних годах жизни Аббона II в исторических источниках не сообщается. Известно, что не позднее 697 года он был избран епископом Меца. Ранее считалось, что первое свидетельство о нём датируется 25 июня 667 года, когда некий епископ Аббон упоминался в хартии епископа Суассона Дрозина. Предполагалось, что об этом же епископе упоминалось и в хартии епископа Ле-Мана Эглиберта от 683 года, а также в королевском дипломе правителя Франкского государства Хлодвига III от 693 или 694 года. В последнем из этих документов рассматривался территориальный спор между Мецской и Верденской епархиями, и в качестве представителя первой из них был указан епископ Аббон. На основании этого свидетельства время занятия Аббоном II мецской кафедры некоторыми историками относился к значительно более раннему времени, чем 697 год, а датой его смерти назывался или 700 или 705 год. Однако затем было установлено, что эти документы связаны с деятельность тёзки Аббона, одноимённого епископа Труа.
В настоящее время среди историков утвердилось мнение, согласно которому Аббон II был избран главой Мецской епархии в конце VII века. Он — тридцать третий епископ Меца. Павел Диакон в «Деяниях мецских епископов» писал, что Аббон был избран, «чтобы успокоить верующий народ». Этот же автор сообщал, что на мецской кафедре Аббон II стал преемником святого Хлодульфа. Такой же точки зрения придерживается и большинство современных историков. В то же время существует предположение, согласно которому, Аббон II мог быть и преемником Ландри из Суаньи. Однако, вероятнее всего, Ландри был лишь администратором Мецской епархии. В целом ряде епископских списков Аббон упоминается как второй глава епархии Меца, носивший это имя. Первым же Аббоном, занимавшим мецскую кафедру, называется епископ, более известный под именем Гоэри. Иногда эти два одноимённых епископа ошибочно отождествляются.
В средневековой поминальной книге Мецского собора сообщается о том, что Аббон II скончался 15 апреля, после десяти лет, одного месяца и двадцати шести дней управления епархией. На данном основании интронизация этого епископа Меца датируется 18 февраля 697 года, а смерть — 15 апреля 707 года. Преемником Аббона II был епископ Аптат.
В Мецской епархии Аббон II почитается как святой. День его памяти — 15 апреля.